# Mohammed Fahim
Mohammed Qasim Fahim (Omarz, 1957 – Kabul, 9 maart 2014) was een Afghaans politicus die diende als eerste vicepresident onder president Hamid Karzai. 
In 2002 werd hij in de overgangsregering van Karzai benoemd tot minister van Defensie en als vicepresident voor de Tadzjieken. Na de eerste verkiezingen in 2004 werd hij door president Karzai niet opnieuw benoemd. In 2009 werd Fahim, na Karzai's herverkiezing, benoemd tot eerste vicepresident.
Hij overleed in 2014 aan een hartaanval.